# Mark Bennett (rugby à XV, 1993)
Pour les articles homonymes, voir Mark Bennett et Bennett.
Pas d'image ? Cliquez ici

a Compétitions nationales et continentales officielles uniquement.

b Matchs officiels uniquement.
Dernière mise à jour le 18 juillet 2023.
Mark Stewart Bennett, né le 3 février 1993 à Cumnock (Écosse), est un joueur international écossais de rugby à XV jouant principalement au poste de centre à Édimbourg Rugby en United Rugby Championship.
Il joue avec la franchise des Glasgow Warriors dans le Pro12 de 2012 à 2017 (après un très bref passage en 2011), ainsi qu'en équipe d'Écosse depuis 2014.
Il joue également avec l'équipe d'Écosse de rugby à sept et est médaillé d'argent aux Jeux olympiques 2016 de Rio de Janeiro avec l'équipe de Grande-Bretagne de rugby à sept.

## Biographie
Après un très bref passage en 2011 chez les Glasgow Warriors, il intègre le centre de formation de l'ASM Clermont Auvergne et joue avec les espoirs au cours de la saison 2011-2012.
Il rejoint de nouveau la franchise des Glasgow Warriors en 2012.
Il obtient sa première cape internationale le 8 novembre 2014 avec l'équipe d'Écosse à l’occasion d’un match contre l'équipe d'Argentine en Écosse à Édimbourg (Murrayfield Stadium). Bennett marque son premier essai en sélection face à l'Italie, lors du Tournoi des Six Nations 2015.
Il joue avec la sélection écossaisse de rugby à sept. En 2016, il est présent dans le groupe de joueurs représentant la Grande-Bretagne aux Jeux olympiques 2016 de Rio de Janeiro où il remporte la médaille d'argent.
En février 2017, le club d'Édimbourg annonce qu'il rejoindra le club à partir de saison suivante pour un contrat jusqu'en 2020.

## Statistiques en équipe nationale
- 29 sélections (22 fois titulaire, 7 fois remplaçant)
- 40 points (8 essais)
- Sélections par année : 2 en 2014, 11 en 2015, 4 en 2016, 3 en 2017, 2 en 2018, 7 en 2022
- Tournois des Six Nations disputés : 2015, 2016, 2017, 2022

En Coupe du monde :
- 2015 : 4 sélections (Japon, États-Unis, Samoa, Australie), 15 points (3 essais)

## Palmarès

### En club
- Ayr RFC
  - Vainqueur de la Coupe d'Écosse en 2011

- Glasgow Warriors
  - Vainqueur du Pro 12 en 2015
  - Finaliste du Pro12 en 2014

### Équipe nationale
- Grande-Bretagne à sept
  - Médaille d'argent aux Jeux olympiques en 2016